# 齐志勇
齐志勇（1956年5月15日—2024年1月21日），北京人，中华人民共和国持不同政见者。在1989年六四事件中受重傷。

## 生平
1989年6月4日凌晨齐志勇在西单六部口附近被戒严部队枪击，之后左腿高位截肢。他样的人被称为六四伤残者或六四抗暴者。本来有一份稳定的工作的他，在六四后不得不靠做小买卖为生。齐志勇所在的建筑公司的油漆部门对齐志勇说，「他们愿意给我十万元的一次性赔偿，只要我愿意承认我腿上的伤是工伤导致的。」他当下拒绝了工作单位的赔款，因为他不愿意隐瞒他是在六四事件中被政府军队开枪打中而残废的事实。自此以后，齐志勇把六四当成他的“新生”，因为六四他才会认识到中国政府到底是什么样的。由于此后齐志勇接受外国媒体采访并积极参与残疾人维权，每逢国内“重大事件”前，都会有人送他到不能与外界接触的地方实行陪吃、陪住、陪玩，他戏称自己变成了国家的客人还有人给“三陪”。
2006年2月初齐志勇还参加了全国性接力绝食活动并担任义工联系人，由高智晟律师和叶霜绝食48小时开始，胡佳、齐志勇接力第二棒，关增礼、李先生接力第三棒，并由赵昕、郭飞熊接力第四棒绝食48小时。以后由志愿者自发接替。2月8日起，齐志勇被软禁家中，2月15日晚被北京市宣武区国保警察从家中带走关押在北京郊区，3月28日获释回家。
2009年4月15日，齊志勇在送子女上學的途中突然被公安民警帶走。
2013年6月，齐志勇的女儿齐霁通过人权组织人道中国的救助，到达美国。
2016年11月，齐志勇因心脏病住院。2017年1月起，由于肾衰竭，需要定期去医院做透析。2017年7月齐志勇被确诊患上肝癌
。
2024年1月，齐志勇在北京去世。